# 伯尔格伦德-雷特维施
伯尔格伦德-雷特维施是德国梅克伦堡-前波莫瑞州的一个市镇。总面积15.00平方公里，总人口1717人，其中男性869人，女性848人（2011年12月31日），人口密度114人/平方公里。